# آلیس ۲۹۱
سیارک ۲۹۱ (به انگلیسی: 291 Alice) دویست و نود و یکمین سیارک کشف شده‌است که در ۲۵ آوریل ۱۸۹۰ و در وین کشف شد.
قدر مطلق سیارک برابر ۱۱٫۴۵ است.